# Dąbrowa Biskupia
Dąbrowa Biskupia è un comune rurale polacco del distretto di Inowrocław, nel voivodato della Cuiavia-Pomerania.
Ricopre una superficie di 147,44 km² e nel 2004 contava 5 254 abitanti.